# Sneakers (film)
Sneakers is een Amerikaanse misdaadfilm uit 1992, geregisseerd door Phil Alden Robinson.

## Verhaal
In 1969 houden 2 universiteitsstudenten, Martin Brice en Cosmo, zich bezig met het hacken van computers. Hun bedoeling is om rekeningen van de gevestigde orde te plunderen en het geld over te schrijven naar vooruitstrevende goede doelen. Ze hacken de computers vanuit de universiteitscampus. Op een avond is er een politie-inval. Cosmo wordt gearresteerd. Martin, die juist pizza was gaan halen, kan ontsnappen. Hij blijft uit de handen van de politie en verandert zijn identiteit tot Martin Bishop.
Begin de jaren '90 is Martin de leider van een groep specialisten uit San Francisco die zich laten inlijven door firma's om eventuele veiligheidshiaten binnen hun bedrijf op te sporen. Naast Martin bestaat de groep uit nog 4 andere mensen. Donald Crease, een voormalig CIA-agent; Darren Roskow, een elektronicaspecialist; Carl Arbogast, een geniale jongeman en de blinde Irwin Emery, die gespecialiseerd is in communicatietechnologie.
Martin wordt benaderd door enkele NSA-agenten die op de hoogte zijn van zijn vroegere identiteit. De NSA wil de naam van Martin zuiveren indien hij hen helpt een zwarte doos te stelen. Die doos werd ontworpen door de wiskundige Gunter Janek. Bishop vermoedt dat deze doos werd ontworpen op vraag van de Russische overheid.
Met hulp van een vroegere vriendin, Liz, kan de groep van Martin de doos stelen. Als ze de doos onderzoeken, komen ze tot de vaststelling dat die doos in staat is om ongeveer alle computercodes te kraken. De dag na de diefstal wordt de doos overhandigd aan de NSA-agenten. Dit blijken echter valse agenten te zijn. De wiskundige Janek, die diezelfde nacht vermoord werd, was de eigenlijke NSA-agent.
Als Martin in contact komt met Gregor, een vriend die voor het Russische consulaat werkt, wordt Gregor vermoord en wordt Martin ontvoerd. De ontvoerder is zijn vroegere vriend Cosmo, van wie Martin dacht dat hij in de gevangenis gestorven was. Cosmo had in de gevangenis echter contact gemaakt met de georganiseerde misdaad en heeft zo kunnen ontsnappen. Hij heeft ondertussen zijn eigen misdaadorganisatie op poten gezet. Cosmo stelt voor aan Martin om, met behulp van de zwarte doos, net als vroeger computers te hacken.
De bedoeling van Cosmo is om de gehele wereldeconomie te destabiliseren. Martin weigert dan ook zijn medewerking en wordt door de handlangers terug naar de stad gevoerd. Martin neemt contact op met zijn team en met Liz. Met hulp van allerlei technische ingrepen kunnen ze het bedrijf van Cosmo en de zwarte doos lokaliseren.
Liz kan de werknemer, van wie het bureau het dichtst naast dat van Cosmo ligt, verleiden via een vervalste blind date. Op die manier kan het team de doos stelen. Ze worden ontdekt, maar kunnen toch ontsnappen als ze Cosmo een valse zwarte doos overhandigen. Nadat ze de echte doos overhandigd hebben aan de NSA wordt het strafdossier van Martin gewist. Martin heeft echter de doos gesaboteerd.
De film eindigt met een nieuwsflash waarbij vermeld wordt dat er een elektronische diefstal geweest is bij de Republican National Committee. Er zijn op hetzelfde moment grote anonieme schenkingen geweest aan Amnesty International, Greenpeace en het United Negro College Fund.

## Rolverdeling
| Acteur             | Personage                  |
| ------------------ | -------------------------- |
| Robert Redford     | Martin Bishop/Martin Brice |
| Ben Kingsley       | Cosmo                      |
| Sidney Poitier     | Donald Crease              |
| David Strathairn   | Erwin "Whistler" Emery     |
| Dan Aykroyd        | Darryl "Mother" Roskow     |
| River Phoenix      | Carl Arbogast              |
| Mary McDonnell     | Liz                        |
| Stephen Tobolowsky | Werner Brandes             |
| Timothy Busfield   | Dick Gordon                |
| George Hearn       | Gregor                     |
| Donal Logue        | Dr. Gunter Janek           |
| Lee Garlington     | Dr. Elena Rhyzkov          |
| James Earl Jones   | NSA Agent Bernard Abbott   |

## Ontstaan
Het idee voor de film Sneakers was reeds 10 jaar vroeger ontstaan, toen Lawrence Lasker en Walter Parkes werkten aan de film WarGames. Als eerst had Robert Redford toegezegd. Zo werd het gemakkelijker om de andere topacteurs te overtuigen. Ook de regisseur Phil Alden Robinson was niet overtuigd van het verhaal maar stemde toch toe omdat hij graag eens met Redford wilde werken.

## Recensies
De film werd op verschillende manieren onthaald. Kenneth Turan van de Los Angeles Times vond het een prettige misdaadfilm met een verrassende ontknoping en gemakkelijk verteerbaar. Filmcriticus Roger Ebert was minder onder de indruk, hij vond het een onderhoudende film, maar met een zeer dun verhaal. Vincent Canby van The New York Times vond de film ouderwets (iets van de jaren '70) met een zwak verhaal en met hoofdrolspelers die te oud waren voor hun rol.
De film was een groot kassucces en bracht bijna 105 miljoen dollar op.